# Calyampudi Radhakrishna Rao
Calyampudi Radhakrishna Rao (kannada: ಕಲ್ಯಂಪುಡಿ ರಾಧಾಕೃಷ್ಣ ರಾವ್)  (Hoovina Hadagali, 10 de setembre de 1920 - Amherst, 22 d'agost de 2023), conegut com a C R Rao, fou un estadístic de l'Índia entre altres honors té la National Medal of Science dels estats units del 2002.

## Biografia
C. R. Rao va néixer a Hadagali, Karnataka, Índia. Va rebre el Master of Science (MSc) en matemàtica de la Universitat d'Andhra i el grau MSc en estadística per la Universitat de Calcuta el 1943.
Va ser director del Indian Statistical Institute.
Entre els seus descobriments hi ha la desigualtat de Cramér–Rao i el teorema Rao–Blackwell, tots dos relacionats amb la qualitat de l'estimador. Ha treballat també en l'estimació de l'anàlisi matemàtica multivariada i la geometria diferencial.

## Àrees de recerca
- Teoria de l'estimació
- Inferència estadística i model linears
- Anàlisi multivariant
- Disseny combinatori
- Bioestadística
- Genètica estadística
- Inversa generalitzada
- Equacions funcionals